# Psychofreak
Singles par Camila Cabello
Bam Bam
(2022) Hasta los Dientes
(2022)
Singles par Willow Smith
Purge
(2022) Where You Are
(2022)
Psychofreak (stylisé en minuscules) est une chanson de Camila Cabello en collaboration avec Willow Smith sortie le 8 avril 2022 via Epic Records en tant que troisième single du troisième album studio de Cabello, Familia

## Accueil
"Psychofreak" est basé sur l'anxiété de Cabello. Cabello a déclaré qu'une ligne de la chanson "I don't blame the girls for how it went down" parlait de son départ du groupe de filles américaines Fifth Harmony. La chanson fait référence à sa relation précédente avec l'ex-partenaire Shawn Mendes.

## Critique
AllMusic a écrit que "Psychofreak" ressemble au trip-hop des années 1990",. Nick Levine de NME a estimé que la chanson "prouve qu'il est encore possible d'écrire une chanson intelligente et originale sur la santé mentale en 2022".
Rolling Stone a revu la chanson en disant: "Camila Cabello porte son cœur sur sa manche et fait face au tissu cicatriciel de son passé sur" Psycho Freak ". Le morceau Familia , qui présente la voix obsédante de Willow, brosse un tableau de l'anxiété de la chanteuse cubano-mexicaine alors qu'elle partage sa vérité d'une manière vulnérable."
"Psychofreak" a culminé au numéro soixante-quinze du Billboard Hot 100 , marquant la vingtième entrée de Cabello dans le classement. Il a culminé au numéro cinquante sur le Billboard Global 200, la 6e entrée de Cabello.
La chanson a culminé au numéro soixante-treize du classement des singles britanniques.

## Classements hebdomadaires
| Classement (2022)                     | Meilleure position |
| ------------------------------------- | ------------------ |
| Brésil (Pop Internacional)            | 9                  |
| Canada (Hot 100)                      | 71                 |
| Global 200                            | 50                 |
| France (SNEP)                         | 33                 |
| Grèce (IFPI)                          | 94                 |
| Irlande (IRMA)                        | 49                 |
| Nouvelle-Zélande (RMNZ)               | 5                  |
| Portugal (AFP)                        | 107                |
| Royaume-Uni (Official Charts Company) | 73                 |
| Suède (Sverigetopplistan)             | 85                 |
| États-Unis (Hot 100)                  | 75                 |